# 위층, 아래층
위층, 아래층(Upstairs, Downstairs)는 1971년 10월 10일부터 1975년 12월 21일까지 ITV에서 방영된 드라마이다.